# Bikić Do
Bikigy (szerbül Bikić Do / Бикић До) település Szerbiában, a Vajdaságban, a Szerémségi körzetben, Šid községben.

## Demográfiai változások
| 1948 | 1953 | 1961 | 1971 | 1981 | 1991 | 2002 |
| ---- | ---- | ---- | ---- | ---- | ---- | ---- |
| 475  | 447  | 408  | 346  | 301  | 299  | 336  |